# Кордебалет (фильм)
«Кордебалет» (англ. «A Chorus Line») — американский кинофильм-мюзикл по мотивам бродвейского мюзикла, поставленного хореографом Майклом Беннетом (1943—1987) в 1975 году. Премьера фильма состоялась 10 декабря 1985 года.

## Сюжет
Зак (Майкл Дуглас) — режиссёр мюзикла на Бродвее, ему необходимо подобрать труппу для кордебалета, 8 исполнителей — 4 танцовщика и 4 танцовщицы. Помощник режиссера Ларри проводит предварительный отбор, на который приходит весь Нью-Йорк, в результате остается 16 кандидатов. Появляется давняя знакомая Зака, танцовщица Кэсси, в прошлом их связывали романтические отношения, но Кэсси ушла от него, уехала работать в Голливуд. Кэсси без работы уже год, ей очень нужна работа и она готова на всё. Но по мнению Зака, Кэсси — высококлассная солистка и кордебалет не для неё. Зак отказывает ей.
Все кандидаты мечтают получить эту работу, но Зак чрезвычайно разборчив, каждого из кандидатов он заставляет рассказать о жизни, о детстве, родителях, о своих мечтах и о том, как танец пришел в их жизнь. Иногда Зак просит раскрыть очень личные, даже болезненные подробности, ведь ему нужны не только танцовщики, но и актеры. Кэсси требует от Зака, чтобы он дал ей возможность пройти кастинг наравне с остальными. Зак после долгих сомнений соглашается.

## В ролях

### Персонал мюзикла
- Майкл Дуглас — Зак, режиссёр, хореограф
- Терренс Манн — Ларри, ассистент Зака
- Шэрон Браун — Ким, секретарь Зака

### Танцоры
- Элисон Рид — Кэсси
- Одри Лэндерс — Вэл Кларк
- Майкл Блевинс — Марк Тобори
- Ямил Боргес — Диана Моралес
- Жан Ган Бойд — Конни Вонг
- Грэг Бурже — Ричи Уолтерс
- Кэмерон Инглиш — Пол Сан Марко
- Тони Филдс — Эл Делюка
- Николь Фосси — Кристин Эвелин Эрлих-Делюка
- Вики Фредерик — Шейла Брайнт
- Мишель Джонстон — Биби Бенсон
- Джанет Джонс — Джуди Монро
- Пэм Клингер — Мэгги Уинслоу
- Чарльз МакГоуэн — Майк Кэсс
- Джастин Росс — Грэг Гарднер
- Блэйн Сэведж — Дон
- Мэтт Уэст — Бобби

## Премии и номинации
- 1986 — номинация на премию Оскар
  - Лучший звук
  - Лучшая песня
  - Лучший монтаж

- 1986 — номинация на премию Золотой Глобус
  - Лучший фильм (комедия/мюзикл), лучший режиссёр
- 1986 — номинация на премию BAFTA
  - Лучший монтаж, лучший звук

## Создатели фильма
- Режиссёр: Ричард Аттенборо
- Сценаристы: Джеймс Кирквуд, Арнольд Шульман
- Оператор: Ронни Тэйлор
- Продюсеры: Джозеф М. Карачиоло, Сай Фойер